# Hieracium sudeticola
Hieracium sudeticola — вид квіткових рослин з родини айстрових (Asteraceae). Вид зростає в Європі: Польща, Чехія, Україна; це багаторічна рослина помірних біомів.